# Tobias Karlsson (låtskrivare, musikproducent)
Erik Tobias Karlsson är en svensk låtskrivare och musikproducent med ett flertal guldskivor. Han bor i Stockholm och Los Angeles, och har bland annat arbetat med Carolina Liar, James Blunt, Kris Allen, Infinite Mass, Pauline Kamusewu, Linda Sundblad, Hoffmaestro, Sofi Bonde, Jennifer Brown, Rigo, Sam and Mark, The Sunshine, och Sam.
Tillsammans med Andreas Håkansson och Fredrik Svalstedt startade Karlsson 2003 musikförlaget och produktionsbolaget Monza Music AB, med artister som Hoffmaestro, Linda Sundblad, Infinite Mass, The Sunshine och Pauline Kamusewu. 2009 tillkom Ola Håkansson som delägare.
2011 startade Tobias Karlsson musiklicenseringsföretaget Thunderhoney tillsammans med Sven Bondesson. Syftet med Thunderhoney är att placera svensk indiemusik i amerikansk film, TV och reklam.

## Diskografi
| År   | Artist          | Album                              | Låt                            | Detaljer                  |
| ---- | --------------- | ---------------------------------- | ------------------------------ | ------------------------- |
| 2000 | Smile           | Future Girls                       | Dancing All Alone              | Medskrivare               |
| 2002 | Sam             | Being Under the Influence          | Mr. President                  | Medskrivare, Producent    |
| 2002 | Sam             | Being Under the Influence          | Big Tits                       | Producent                 |
| 2002 | Sam             | Being Under the Influence          | I do                           | Medskrivare, Producent    |
| 2002 | Sam             | Being Under the Influence          | Spectator Game                 | Medskrivare, Producent    |
| 2002 | Sam             | Being Under the Influence          | Alright                        | Medskrivare, Producent    |
| 2002 | Sam             | Being Under the Influence          | Brainwashed                    | Producent                 |
| 2002 | Sam             | Being Under the Influence          | Time                           | Producent                 |
| 2003 | Pauline         | Candy Rain                         | Candy rain                     | Medskrivare, Producent    |
| 2003 | Pauline         | Candy Rain                         | Runnin’ Out of Gaz             | Medskrivare, Producent    |
| 2003 | Pauline         | Candy Rain                         | Babylon                        | Medskrivare, Producent    |
| 2003 | Pauline         | Candy Rain                         | Answer                         | Medskrivare, Producent    |
| 2003 | Pauline         | Candy Rain                         | I Did Nothing Wrong            | Medskrivare, Producent    |
| 2003 | Pauline         | Candy Rain                         | Nothing Back                   | Medskrivare, Producent    |
| 2003 | Pauline         | Candy Rain                         | 24 Fine Hours                  | Medskrivare, Producent    |
| 2003 | Pauline         | Candy Rain                         | Are You Feeling Better         | Medskrivare, Producent    |
| 2003 | Pauline         | Candy Rain                         | That’s What I Am               | Medskrivare, Producent    |
| 2003 | Pauline         | Candy Rain                         | Doubts                         | Medskrivare, Producent    |
| 2003 | Pauline         | Candy Rain                         | Zitchie                        | Medskrivare, Producent    |
| 2004 | Infinite Mass   | 1991                               | The Thief                      | Medskrivare, Producent    |
| 2004 | Infinite Mass   | 1991                               | Let's Go                       | Medskrivare, Producent    |
| 2004 | Infinite Mass   | 1991                               | No. 1 Swartskalle              | Medskrivare, Producent    |
| 2004 | Infinite Mass   | 1991                               | Fire Fire                      | Medskrivare, Producent    |
| 2004 | Infinite Mass   | 1991                               | Bad Boy                        | Producent                 |
| 2004 | Infinite Mass   | 1991                               | Don’t You Worry                | Medskrivare, Producent    |
| 2004 | Infinite Mass   | 1991                               | La La Song                     | Medskrivare, Producent    |
| 2004 | Infinite Mass   | 1991                               | So High                        | Medskrivare, Producent    |
| 2004 | Infinite Mass   | 1991                               | I Don’t Care                   | Medskrivare, Producent    |
| 2004 | Infinite Mass   | 1991                               | The Deal                       | Medskrivare, Producent    |
| 2004 | Sam and Mark    |                                    | The Sun Has Come Your Way      | Medskrivare               |
| 2005 | The Sunshine    | Love                               | Sabotage                       | Låtskrivare, Producent    |
| 2005 | The Sunshine    | Love                               | Simon le Bon                   | Låtskrivare, Producent    |
| 2005 | The Sunshine    | Love                               | She’s My Television            | Låtskrivare, Producent    |
| 2005 | The Sunshine    | Love                               | C’mon Yeah                     | Medproducent              |
| 2005 | The Sunshine    | Love                               | Love                           | Låtskrivare, Producent    |
| 2005 | The Sunshine    | Love                               | Saturday Night                 | Medproducent              |
| 2005 | The Sunshine    | Love                               | Jesus United                   | Medproducent              |
| 2005 | The Sunshine    | Love                               | I Get Around                   | Medproducent              |
| 2005 | The Sunshine    | Love                               | Strap Hanger Girl              | Medproducent              |
| 2005 | The Sunshine    | Love                               | Beat It                        | Låtskrivare, Producent    |
| 2005 | Shirley Clamp   |                                    | Lite Som Du                    | Låtskrivare, Producent    |
| 2005 | Camilla Brinck  |                                    | Jenny                          | Låtskrivare, Producent    |
| 2006 | Linda Sundblad  | Oh My God!                         | Cheat                          | Medskrivare, Producent    |
| 2006 | Linda Sundblad  | Oh My God!                         | Oh Father                      | Medskrivare, Producent    |
| 2006 | Linda Sundblad  | Oh My God!                         | Pretty Rebels                  | Medskrivare, Producent    |
| 2006 | Linda Sundblad  | Oh My God!                         | Lose You                       | Medskrivare, Producent    |
| 2006 | Linda Sundblad  | Oh My God!                         | Back In Time                   | Medskrivare, Producent    |
| 2006 | Linda Sundblad  | Oh My God!                         | Who (Q-boy)                    | Producent                 |
| 2006 | Linda Sundblad  | Oh My God!                         | Dirty                          | Medskrivare, Producent    |
| 2006 | Linda Sundblad  | Oh My God!                         | Beautiful Boys                 | Medskrivare, Producent    |
| 2006 | Linda Sundblad  | Oh My God!                         | Keeper                         | Medskrivare, Producent    |
| 2006 | Linda Sundblad  | Oh My God!                         | Daises                         | Medskrivare, Producent    |
| 2006 | Rigo            | Soundclash                         | Hustler                        | Medskrivare, Producent    |
| 2006 | Rigo            | Soundclash                         | Oh Ay                          | Medskrivare, Producent    |
| 2006 | Rigo            | Soundclash                         | Cool                           | Medskrivare, Producent    |
| 2006 | Rigo            | Soundclash                         | She's a Pro                    | Medskrivare, Producent    |
| 2006 | Rigo            | Soundclash                         | Vamos a Bailar                 | Medskrivare, Producent    |
| 2006 | Rigo            | Soundclash                         | I Wanna Be Your Friend         | Medskrivare, Producent    |
| 2006 | Rigo            | Soundclash                         | Say, Say, Say                  | Medskrivare, Producent    |
| 2008 | Hoffmaestro     | The Storm                          | Young Dad                      | Medskrivare, Producent    |
| 2008 | Carolina Liar   | Coming To Terms                    | I'm Not Over                   | Medskrivare, Medproducent |
| 2008 | Carolina Liar   | Coming To Terms                    | Coming To Terms                | Medskrivare, Medproducent |
| 2008 | Carolina Liar   | Coming To Terms                    | Last Night                     | Medskrivare, Medproducent |
| 2008 | Carolina Liar   | Coming To Terms                    | Show Me What I'm Looking For   | Medskrivare, Medproducent |
| 2008 | Carolina Liar   | Coming To Terms                    | Simple Life                    | Medskrivare, Medproducent |
| 2008 | Carolina Liar   | Coming To Terms                    | California Bound               | Medskrivare, Medproducent |
| 2008 | Carolina Liar   | Coming To Terms                    | Done Stealin'                  | Medskrivare, Medproducent |
| 2008 | Carolina Liar   | Coming To Terms                    | Beautiful World                | Medskrivare, Medproducent |
| 2008 | Carolina Liar   | Coming To Terms                    | Better Alone                   | Medskrivare, Medproducent |
| 2009 | Rigo            |                                    | I Got You                      | Medskrivare, Medproducent |
| 2009 | Frida           |                                    | Gasen I Botten                 | Medskrivare, Medproducent |
| 2009 | Frida           | Festa Hela Natten                  | Medskrivare, Medproducent      |                           |
| 2009 | Crosby Loggins  | Time To Move                       | Time To Move                   | Medskrivare, Medproducent |
| 2009 | Chloe Temtchine | Between Day And Dream              | Hotter Than Sunshine           | Medskrivare, Medproducent |
| 2009 | Kris Allen      | Kris Allen                         | Let It Rain                    | Medskrivare, Producent    |
| 2009 | Sofi Bonde      |                                    | See Through                    | Medskrivare, Producent    |
| 2009 | Sofi Bonde      | Shade of Gray                      | Medskrivare, Producent         |                           |
| 2009 | Sofi Bonde      | Out of Space                       | Medskrivare, Producent         |                           |
| 2010 | The Edges       |                                    | Sinking Ship                   | Medskrivare, Producent    |
| 2010 | Diana Vickers   | Songs From The Tainted Cherry Tree | My Hip                         | Medskrivare, Medproducent |
| 2011 | Carolina Liar   | Wild Blessed Freedom               |                                |                           |
| 2011 | Carolina Liar   | Wild Blessed Freedom               | Drown                          | Medskrivare, Producent    |
| 2011 | Carolina Liar   | Wild Blessed Freedom               | All That Comes Out of My Mouth | Medskrivare, Medproducent |
| 2011 | Carolina Liar   | Wild Blessed Freedom               | Daddy's little girl            | Medskrivare, Producent    |
| 2011 | Carolina Liar   | Wild Blessed Freedom               | Feel Better Now                | Medproducent              |
| 2011 | Carolina Liar   | Wild Blessed Freedom               | I Don't Think So               | Medproducent              |
| 2011 | Carolina Liar   | Wild Blessed Freedom               | King of broken hearts          | Medskrivare, Medproducent |
| 2011 | Carolina Liar   | Wild Blessed Freedom               | Miss America                   | Medskrivare, Producent    |
| 2011 | Carolina Liar   | Wild Blessed Freedom               | Never let you down             | Medskrivare, Producent    |